# Współpraca
Współpraca – zdolność tworzenia więzi i współdziałania z innymi, umiejętność pracy w grupie na rzecz osiągania wspólnych celów, umiejętność zespołowego wykonywania zadań i wspólnego rozwiązywania problemów.
Zdolność tę zalicza się do kompetencji emocjonalnych; umiejętność ta stanowi jeden z wyróżników kompetencji społecznych, które warunkują jakość relacji z innymi ludźmi. 
Współpraca i współdziałanie prowadzą do tworzenia wewnętrznych więzi wśród członków grupy, jak też rodzą ich poczucie tożsamości z zespołem, co zapewnia trwanie i sprawne funkcjonowanie tego zespołu na rzecz osiągania wspólnych celów jego członków.
Jednym z czynników determinujących współpracę jest ryzyko.